# David Riesman (médico)
David Riesman (Saxe-Weimar, 1867 – 1940) fue un alemán nacionalizado americano recordado por describir el signo de Riesman. Se graduó con M.D. De la Universidad de Pensilvania en 1892. Escribió varios libros acerca de patología y la historia de medicina. Fundó el curso de historia de la medicina en la Universidad de Pensilvania, donde fue profesor de medicina clínica entre 1912 y 1933. Después de 1933 se convirtió en profesor de la historia de medicina hasta su muerte.
Su hijo era el sociólogo americano David Riesman (1909 – 2002).